# Irmgard Bock
Irmgard Bock (* 7. Mai 1937 in Hamm) ist eine deutsche Erziehungswissenschaftlerin und Hochschullehrerin.

## Leben
Irmgard Bock wuchs in Hamm in Nordrhein-Westfalen auf und machte 1956 in Münster Abitur. Sie studierte an der Westfälischen Wilhelms-Universität Münster und an der Ludwig-Maximilians-Universität München. Dort wurde sie 1965 mit einer Arbeit über Heideggers Sprachdenken promoviert. Ihre Arbeit „Kommunikation und Erziehung“ wurde im Wintersemester 1976/77 vom Fachbereich Psychologie und Pädagogik der Ludwig-Maximilians-Universität München als Habilitationsschrift angenommen. 1978 wurde sie an der Ludwig-Maximilians-Universität München zur Professorin für das Fachgebiet Pädagogik ernannt.
Irmgard Bock lebt und arbeitet in München.

## Schriften (Auswahl)
- Heideggers Sprachdenken. Hain, Meisenheim am Glan 1966.
- Kompensatorische Erziehung als interdisziplinäres Problem. In: Internationales Jahrbuch für Interdisziplinäre Forschung. Band l, 1974, S. 727.
- Das Phänomen der schichtenspezifischen Sprache als pädagogisches Problem. Wissenschaftliche Buchgesellschaft, Darmstadt 1972. (2., erw. Auflage. 1975)
- Kommunikation und Erziehung. Wissenschaftliche Buchgesellschaft, Darmstadt 1978.
- Pädagogische Anthropologie der Lebensalter. Ehrenwirth, München 1984.
- Geschichtsschreibung im Rahmen der systematischen Pädagogik. Verlag für Psychologie Hogrefe, Göttingen 1990.
- Überlegungen zum unverzichtbaren Erbe der Aufklärung. In: Vierteljahrsschrift für wissenschaftliche Pädagogik. 66/1, 1990, S. 1–17.
- Das Schulwesen von 1871–1918. In: Max Liedtke (Hrsg.): Handbuch der Geschichte des Bayerischen Bildungswesens. Band II, Bad Heilbrunn 1993, S. 395–463.
- Anthropologische Grundlagen ästhetischer Bildung. In: G. Biewer, P. Reinhartz (Hrsg.): Pädagogik des Ästhetischen. Klinkhardt, Bad Heilbrunn 1997, S. 148–158.
- Sprachfähigkeit und Sozialität. Die anthropologische Fundierung des Gesprächs. In: U. Frost (Hrsg.): Das Ende der Gesprächskultur? Zur Bedeutung des Gesprächs für den Bildungsprozess. Aschendorff, Münster 1999, S. 19–27.
- Die Kluft überbrücken. Theorie und Praxis in der Lehrerbildung. In: Schulmagazin. 3/2000, S. 51–54.
- Rituale in der Pädagogik. In: M. Brenk, U. Kurth (Hrsg.): Schule erleben. Lang, Frankfurt 2001, S. 67–79.
- Pädagogische Anthropologie. In: L. Roth (Hrsg.): Pädagogik. Handbuch für Studium und Praxis. 2. Auflage. Oldenbourg, München 2001, S. 112–122.
- Erziehungsberatung als pädagogische Aufgabe. In: D. Chatzdimos (Hrsg.): Pädagogik und Erziehung. Gebrüder Kyriakidis, Thessaloniki 2001, S. 101–118.
- Globalisierung – eine Chance für die Bildung oder ein Verhängnis? Vortrag, gehalten vor der Griechischen Gesellschaft für Erziehungswissenschaft. München 2001.
- Anthropologie der Schule. In: U. Kurth (Hrsg.): Schulpädagogik – eine erziehungswissenschaftliche Disziplin. Medien-Verlag, Bielefeld 2002, S. 17–20.
- „So kommen auch Frauen schon auf die verrückte Idee, Hochschullehrer zu werden.“ - Frauen in den Fächern Psychologie und Pädagogik. 2003 o. O. o. J.
- Aloys Fischer und die Lehrerbildung - der pädagogische Aspekt und Die Methodisierung pädagogischen Forschens bei Aloys Fischer. In: R. Tippelt (Hrsg.): Zur Tradition der Pädagogik an der LMU München: Aloys Fischer, Allgemeiner Pädagoge und Pionier der Bildungsforschung (1880–1937). Herbert Utz Verlag, München 2004
- Religion und Politik - ein Versuch. In: Irmgard Bock, Johanna Dichtl, Horst Herion, Walter Prügger (Hrsg.): Europa als Projekt - religiöse Aspekte in einem politischen Kontext. LIT Verlag, Münster 2007.